# Bakteriální kroužkovitost bramboru

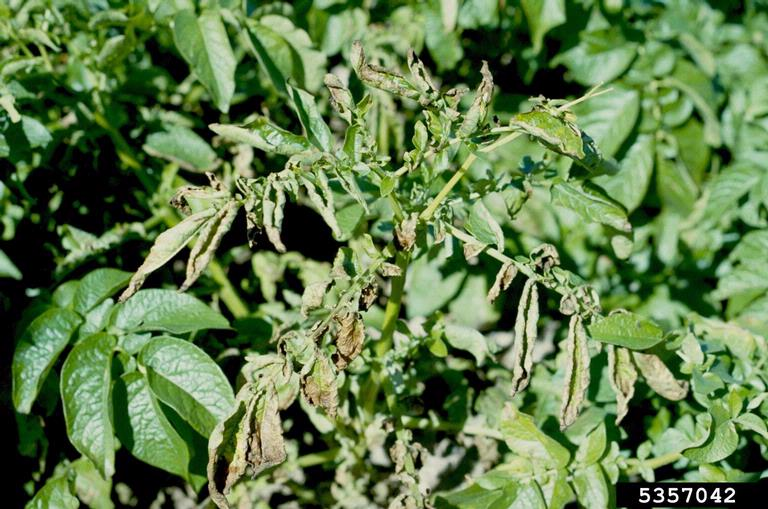
Bakterie Clavibacter michiganensis ssp sepedonicus na bramboru.

Bakteriální kroužkovitost bramboru je choroba způsobovaná bakterií Clavibacter michiganensis subsp. sepedonicus z čeledi Microbacteriaceae , rod Clavibacter. Bakterie Clavibacter michiganensis subsp. sepedonicus, původce bakteriální kroužkovitosti bramboru, je jedním z významných organismů škodlivých pro brambory. Je předmětem celosvětového zájmu pěstitelů brambor, zejména pro svoji potenciální škodlivost. Patogen je na seznamu skupiny EPPO A2 karanténních škodlivých organismů. Jeho výskyt v porostech sadbových brambor je důvodem pro neuznání množitelského porostu.

## EPPO kód
CORBSE

## Synonyma patogena

### Vědecké názvy patogena
- Clavibacter michiganensis ssp. sepedonicus
- Corynebacterium michiganense subsp. sepedonicum
- Corynebacterium sepedonicum

### České názvy
bakteriální kroužkovitost brambor

## Zeměpisné rozšíření
Mimo Evropu Čína, Japonsko, Kanada, Kazachstán, Korea, Nepál, Tchaj-wan, USA, Uzbekistán.

### Výskyt v Evropě
Belgie, Bělorusko, ČR, Dánsko, Estonsko, Finsko, , Kypr, Litva, Lotyšsko, Německo, Nizozemsko, Norsko, Polsko, Rakousko, Rusko, Řecko, Slovensko, Švédsko, Ukrajina, Velká Británie. Bakterie má relativně nízké teplotní optimum pro růst (21 °C), je proto vázána hlavně na chladnější oblasti.

### Výskyt v Česku
Přítomnost patogena na území České republiky byla bezpečně prokázána v roce 1995. Existují však zprávy o výskytu původce bakteriální kroužkovitosti v Čechách již ze začátku 20. století. V ČR platí povinnost mít sadbové i nesadbové brambory označeny osvědčením, které deklaruje negativní výsledek testování na přítomnost původce bakteriální kroužkovitosti bramboru.

## Hostitel
Přirozeným hostitelem Clavibacter michiganensis subsp. sepedonicus je lilek brambor(Solanum tuberosum). V testech patogenity prokázalo náchylnost mnoho zástupců z čeledi lilkovité Solanaceae, včetně rajčete (Lycopersicon esculentum) a lilku (Solanum melongena). Cukrová řepa byla popsána jako přirozený bezsymptomový hostitel. Bakterie byla také zjištěna v osivu cukrovky.

## Příznaky
Nemusí být zjevné, mohou být maskovány, někdy se neprojevují.

### List
Pletivo v mezižilkových polích žloutne a nekrotizuje. Listy se lžícovité svinují. 

### Stonek
Na příčném řezu napadenými stonky je někdy patrné zhnědnutí cév. Když se báze stonku se zhnědlými cévami stiskne, vytéká z nich krémově zbarvený exudát.

### Hlíza
Slabá sklovitost či průsvitnost pletiv okolo vodivého systému. Při slabém stisku rozpůlené hlízy lze pak z diskolorované a změklé zóny vytlačit mléčně bílý sliz nebo smetanově sýrovitou hmotu. Latentní infekce lze zjistit jen speciálními detekčními metodami.

### Možnost záměny
Příznaky lze snadno zaměnit s příznaky napadení těmito chorobami:
- plíseň bramborová (Phytophthora infestans)
- verticiliové vadnutí (Verticillium albo-atrum)
- stonková rakovina (Thanatephorus cucumeris)[2]

## Mikrobiologická morfologie
Bakterie Clavibacter michiganensis ssp. sepedonicus je pleomorfní, nepohyblivá, grampozitivní tyčinka. Bakterie patří mezi pomalu rostoucí, nepigmentující. Typické kolonie jsou smetanově bílé, okrouhlé, hladké, vyvýšené, slizovitě tekuté, s rovnými okraji a obvykle mají v průměru 1-3 mm.

## Detekce
Detekce a determinace je prováděna laboratorními testy. Je používán kultivační test, IF test (imunofluorescenční mikroskopie), PCR test (polymerázová řetězová reakce), FISH test (fluorescenční hybridizace in-situ), GC FAME (analýza esterů mastných kyselin) a pro ověření patogenity izolátů původce kroužkovitosti se používá test patogenity na rostlinách lilku vejcoplodého. Expertní skupina EU, která v roce 2001 hodnotila rostlinolékařskou péči v bramborářství, ve zprávě a v souvislosti s laboratorním testování na přítomnost bakterióz v ČR konstatovala, že „ve vybavení a analytické kapacitě bakteriologických laboratoří bylo dosaženo významného pokroku a tyto laboratoře pracují dobře“.

## Význam
Původce bakteriální kroužkovitosti brambor je v celosvětovém měřítku považován za jeden z nejvýznamnějších škodlivých organismů pro brambory a ztráty na výnosech mohou dosahovat až 50 %. Bakterie Clavibacter michiganensis ssp. sepedonicus je dle platné legislativy klasifikována jako závažný škodlivý organismus, který se sice vyskytuje v Evropské unii, ale jejíž zavlékání a rozšiřování na území EU je zakázáno.
Skutečné ztráty způsobované přímo bakteriální kroužkovitosti brambor jsou v současnosti v Evropě a Severní Americe zanedbatelné. Důvodem je, že se ve všech sadbových oblastech brambor provádějí kontroly zdravotního stavu porostů.

## Šíření
Pro šíření choroby má největší význam infikovaná sadba brambor a kontaminace kontejnerů, zařízení a budov. Potenciálním zdrojem infekce jsou i sazeče a třídičky kontaminované původcem kroužkovitosti. Významnou roli v přežívání původce bakteriální kroužkovitosti a jeho následného přenosu hrají plevelné brambory na kontaminovaných pozemcích.

## Ochrana rostlin
K dispozici nejsou přímé chemické a biologické metody regulace patogena, ani odrůdy s vyšší hladinou rezistence. 

### Prevence
V ochraně brambor proti Clavibacter michiganensis subsp. sepedonicus je nezbytné úplně vyloučit patogena ve všech fázích produkce brambor. K opatřením, která zvyšují pravděpodobnost odhalení latentně infikovaných partií sadby, patří např. vyhledávání klonově příbuzných se sesterskými nebo rodičovskými partiemi, s potvrzeným výskytem Clavibacter michiganensis subsp. sepedonicus.

### Karanténa
Původce bakteriální kroužkovitosti bramboru je zařazen do seznamu škodlivých organismů, které je zakázáno podle zákona zavlékat a rozšiřovat na území Evropských Společenství. 